# SSR2
SSR2 (англ. Signal sequence receptor subunit 2) – білок, який кодується однойменним геном, розташованим у людей на короткому плечі 1-ї хромосоми. Довжина поліпептидного ланцюга білка становить 183 амінокислот, а молекулярна маса — 20 135.
| 10         |  | 20         |  | 30         |  | 40         |  | 50         |
| ---------- |  | ---------- |  | ---------- |  | ---------- |  | ---------- |
| MRLLSFVVLA |  | LFAVTQAEEG |  | ARLLASKSLL |  | NRYAVEGRDL |  | TLQYNIYNVG |
| SSAALDVELS |  | DDSFPPEDFG |  | IVSGMLNVKW |  | DRIAPASNVS |  | HTVVLRPLKA |
| GYFNFTSATI |  | TYLAQEDGPV |  | VIGSTSAPGQ |  | GGILAQREFD |  | RRFSPHFLDW |
| AAFGVMTLPS |  | IGIPLLLWYS |  | SKRKYDTPKT |  | KKN        |  |            |

A: Аланін

D: Аспарагінова кислота

E: Глутамінова кислота

F: Фенілаланін

G: Гліцин

H: Гістидин

I: Ізолейцин

K: Лізин

L: Лейцин

M: Метіонін

N: Аспарагін

P: Пролін

Q: Глутамін

R: Аргінін

S: Серин

T: Треонін

V: Валін

W: Триптофан

Локалізований у мембрані, ендоплазматичному ретикулумі.